# Billie Jean King Cup 2024 - Fase finale
Le finali della Billie Jean King Cup 2024 (Billie Jean King Cup Finals in inglese) sono il più alto livello della Billie Jean King Cup 2024. La competizione si è disputata allo Palacio de Deportes José María Martín Carpena di Malaga dal 14 al 20 novembre 2024.

## Squadre partecipanti
12 nazioni partecipano alle finali. Le squadre si sono qualificate secondo i criteri che seguono:
- Le due finaliste dell'edizione precedente (Canada e Italia)
- La nazione ospitante (Spagna)
- Una wild card (Repubblica Ceca)
- Le 8 vincenti delle qualificazioni

| Partecipanti                                                                                        | Partecipanti | Partecipanti   | Partecipanti | Partecipanti | Partecipanti |
| Australia                                                                                           | Canada (W)   | Rep. Ceca (WC) | Germania     | Regno Unito  | Italia (F)   |
| Giappone                                                                                            | Polonia      | Romania        | Slovacchia   | Spagna (H)   | Stati Uniti  |
| --------------------------------------------------------------------------------------------------- | ------------ | -------------- | ------------ | ------------ | ------------ |
| H = Paese ospitante, TH = Detentrice del titolo, F = Finalista dell'ultima edizione, WC = Wild card |              |                |              |              |              |

## Formazioni
SR = Ranking singolare; DR = Ranking doppio. Ranking aggiornati all'11 novembre 2024.
| Australia                 | Australia | Australia |
| Atleta                    | SR        | DR        |
| ------------------------- | --------- | --------- |
| Ajla Tomljanović          | 85        | 444       |
| Olivia Gadecki            | 90        | 102       |
| Kimberly Birrell          | 115       | 204       |
| Daria Saville             | 120       | 229       |
| Ellen Perez               | -         | 13        |
| Capitano: Samantha Stosur |           |           |

| Canada                    | Canada | Canada |
| Atleta                    | SR     | DR     |
| ------------------------- | ------ | ------ |
| Leylah Fernandez          | 31     | 32     |
| Rebecca Marino            | 103    | 210    |
| Marina Stakusic           | 127    | 559    |
| Gabriela Dabrowski        | -      | 3      |
| Capitano: Heidi El Tabakh |        |        |

| Rep. Ceca           | Rep. Ceca | Rep. Ceca |
| Atleta              | SR        | DR        |
| ------------------- | --------- | --------- |
| Linda Nosková       | 26        | 65        |
| Marie Bouzková      | 45        | 49        |
| Kateřina Siniaková  | 46        | 1         |
| Sára Bejlek         | 142       | -         |
| Dominika Šalková    | 164       | 281       |
| Capitano: Petr Pála |           |           |

| Germania                   | Germania | Germania |
| Atleta                     | SR       | DR       |
| -------------------------- | -------- | -------- |
| Laura Siegemund            | 84       | 21       |
| Jule Niemeier              | 92       | 562      |
| Tatjana Maria              | 101      | 1040     |
| Eva Lys                    | 130      | -        |
| Anna-Lena Friedsam         | 440      | 245      |
| Capitano: Rainer Schüttler |          |          |

| Regno Unito               | Regno Unito | Regno Unito |
| Atleta                    | SR          | DR          |
| ------------------------- | ----------- | ----------- |
| Katie Boulter             | 24          | 289         |
| Emma Raducanu             | 58          | -           |
| Harriet Dart              | 88          | 61          |
| Heather Watson            | 140         | 57          |
| Olivia Nicholls           | -           | 39          |
| Capitano: Anne Keothavong |             |             |

| Italia                    | Italia | Italia |
| Atleta                    | SR     | DR     |
| ------------------------- | ------ | ------ |
| Jasmine Paolini           | 4      | 10     |
| Elisabetta Cocciaretto    | 54     | 132    |
| Lucia Bronzetti           | 78     | 278    |
| Sara Errani               | 105    | 8      |
| Martina Trevisan          | 126    | 338    |
| Capitano: Tathiana Garbin |        |        |

| Giappone              | Giappone | Giappone |
| Atleta                | SR       | DR       |
| --------------------- | -------- | -------- |
| Moyuka Uchijima       | 56       | 114      |
| Ena Shibahara         | 135      | 41       |
| Nao Hibino            | 152      | 122      |
| Eri Hozumi            | -        | 45       |
| Shūko Aoyama          | -        | 47       |
| Capitano: Ai Sugiyama |          |          |

| Polonia              | Polonia | Polonia |
| Atleta               | SR      | DR      |
| -------------------- | ------- | ------- |
| Iga Świątek          | 2       | -       |
| Magdalena Fręch      | 25      | 613     |
| Magda Linette        | 38      | 75      |
| Maja Chwalińska      | 165     | 183     |
| Katarzyna Kawa       | 258     | 93      |
| Capitano: Dawid Celt |         |         |

| Romania               | Romania | Romania |
| Atleta                | SR      | DR      |
| --------------------- | ------- | ------- |
| Jaqueline Cristian    | 73      | 219     |
| Anca Todoni           | 113     | 295     |
| Ana Bogdan            | 116     | 405     |
| Elena-Gabriela Ruse   | 128     | 62      |
| Monica Niculescu      | -       | 33      |
| Capitano: Horia Tecău |         |         |

| Slovacchia                | Slovacchia | Slovacchia |
| Atleta                    | SR         | DR         |
| ------------------------- | ---------- | ---------- |
| Rebecca Šramková          | 43         | -          |
| Anna Karolína Schmiedlová | 110        | 1053       |
| Viktória Hrunčáková       | 241        | 159        |
| Renáta Jamrichová         | 375        | -          |
| Tereza Mihalíková         | -          | 42         |
| Capitano: Matej Lipták    |            |            |

| Spagna                            | Spagna | Spagna |
| Atleta                            | SR     | DR     |
| --------------------------------- | ------ | ------ |
| Paula Badosa                      | 12     | 179    |
| Jéssica Bouzas Maneiro            | 55     | 1447   |
| Nuria Párrizas Díaz               | 98     | 1138   |
| Sara Sorribes Tormo               | 106    | 46     |
| Marina Bassols Ribera             | 155    | 953    |
| Capitano: Anabel Medina Garrigues |        |        |

| Stati Uniti                 | Stati Uniti | Stati Uniti |
| Atleta                      | SR          | DR          |
| --------------------------- | ----------- | ----------- |
| Danielle Collins            | 11          | 527         |
| Peyton Stearns              | 48          | 120         |
| Ashlyn Krueger              | 65          | 71          |
| Taylor Townsend             | 69          | 5           |
| Caroline Dolehide           | 82          | 14          |
| Capitano: Lindsay Davenport |             |             |

## Tabellone
Le prime quattro teste di serie hanno ricevuto un bye.
1. Canada (quarti di finale)
2. Rep. Ceca (quarti di finale)

1. Italia (Campionesse)
2. Australia (quarti di finale)

|  | Primo turno | Primo turno | Primo turno |             |             | Quarti di finale | Quarti di finale | Quarti di finale |  |  | Semifinale | Semifinale | Semifinale |  |  | Finale | Finale | Finale |  |
|  |             |             |             |             |             |                  |                  |                  |  |  |            |            |            |  |  |        |        |        |  |
|  |             |             |             |             |             | 1                | Canada           | 0                |  |  |            |            |            |  |  |        |        |        |  |
|  |             |             |             |             |             | 1                | Canada           | 0                |  |  |            |            |            |  |  |        |        |        |  |
|  |             |             |             | Regno Unito | 2           |                  |                  |                  |  |  |            |            |            |  |  |        |        |        |  |
|  |             | Germania    | 0           | Regno Unito | 2           |                  |                  |                  |  |  |            |            |            |  |  |        |        |        |  |
|  |             |             |             |             |             |                  |                  |                  |  |  |            |            |            |  |  |        |        |        |  |
|  |             | Regno Unito | 2           |             |             |                  |                  |                  |  |  |            |            |            |  |  |        |        |        |  |
|  |             | Regno Unito | 2           |             | Regno Unito | 1                |                  |                  |  |  |            |            |            |  |  |        |        |        |  |
|  |             |             |             |             |             |                  |                  |                  |  |  |            |            |            |  |  |        |        |        |  |
|  |             |             |             | Slovacchia  | 2           |                  |                  |                  |  |  |            |            |            |  |  |        |        |        |  |
|  |             |             |             | Slovacchia  | 2           |                  |                  |                  |  |  |            |            |            |  |  |        |        |        |  |
|  |             |             |             |             |             |                  |                  |                  |  |  |            |            |            |  |  |        |        |        |  |
|  |             |             |             |             |             |                  |                  |                  |  |  |            |            |            |  |  |        |        |        |  |
|  |             | 4           | Australia   | 0           |             |                  |                  |                  |  |  |            |            |            |  |  |        |        |        |  |
|  |             |             |             | 0           |             |                  |                  |                  |  |  |            |            |            |  |  |        |        |        |  |
|  |             |             |             | Slovacchia  | 2           |                  |                  |                  |  |  |            |            |            |  |  |        |        |        |  |
|  |             | Slovacchia  | 2           | Slovacchia  | 2           |                  |                  |                  |  |  |            |            |            |  |  |        |        |        |  |
|  |             |             |             |             |             |                  |                  |                  |  |  |            |            |            |  |  |        |        |        |  |
|  |             | Stati Uniti | 1           |             |             |                  |                  |                  |  |  |            |            |            |  |  |        |        |        |  |
|  |             | Stati Uniti | 1           |             | Slovacchia  | 0                |                  |                  |  |  |            |            |            |  |  |        |        |        |  |
|  |             |             |             |             |             |                  |                  |                  |  |  |            |            |            |  |  |        |        |        |  |
|  |             |             | 3           | Italia      | 2           |                  |                  |                  |  |  |            |            |            |  |  |        |        |        |  |
|  |             | Spagna      | 3           | Italia      | 2           | 0                |                  |                  |  |  |            |            |            |  |  |        |        |        |  |
|  |             |             |             |             |             | 0                |                  |                  |  |  |            |            |            |  |  |        |        |        |  |
|  |             | Polonia     | 2           |             |             |                  |                  |                  |  |  |            |            |            |  |  |        |        |        |  |
|  |             | Polonia     | 2           |             | Polonia     | 2                |                  |                  |  |  |            |            |            |  |  |        |        |        |  |
|  |             |             |             |             | Polonia     | 2                |                  |                  |  |  |            |            |            |  |  |        |        |        |  |
|  |             |             | 2           | Rep. Ceca   | 1           |                  |                  |                  |  |  |            |            |            |  |  |        |        |        |  |
|  |             |             |             | Rep. Ceca   | 1           |                  |                  |                  |  |  |            |            |            |  |  |        |        |        |  |
|  |             |             |             |             |             |                  |                  |                  |  |  |            |            |            |  |  |        |        |        |  |
|  |             |             |             |             |             |                  |                  |                  |  |  |            |            |            |  |  |        |        |        |  |
|  |             |             | Polonia     | 1           |             |                  |                  |                  |  |  |            |            |            |  |  |        |        |        |  |
|  |             |             |             |             |             |                  |                  |                  |  |  |            |            |            |  |  |        |        |        |  |
|  |             |             | 3           | Italia      | 2           |                  |                  |                  |  |  |            |            |            |  |  |        |        |        |  |
|  |             | Giappone    | 3           | Italia      | 2           | 2                |                  |                  |  |  |            |            |            |  |  |        |        |        |  |
|  |             |             |             |             |             | 2                |                  |                  |  |  |            |            |            |  |  |        |        |        |  |
|  |             | Romania     | 1           |             |             |                  |                  |                  |  |  |            |            |            |  |  |        |        |        |  |
|  |             | Romania     | 1           |             | Giappone    | 1                |                  |                  |  |  |            |            |            |  |  |        |        |        |  |
|  |             |             |             |             | Giappone    | 1                |                  |                  |  |  |            |            |            |  |  |        |        |        |  |
|  |             |             | 3           | Italia      | 2           |                  |                  |                  |  |  |            |            |            |  |  |        |        |        |  |

## Risultati

### Primo turno

#### Germania vs. Gran Bretagna
| Germania 0 | Palacio de Deportes José María Martín Carpena, Malaga, Spagna 15 novembre 2024 Cemento (indoor) | Palacio de Deportes José María Martín Carpena, Malaga, Spagna 15 novembre 2024 Cemento (indoor) | Gran Bretagna 2 |     |   |             |
| \| \| \| \| 1 \| 2 \| 3 \| \| \| - \| \| ------------------------------------------------------------------- \| --- \| --- \| - \| ----------- \| \| 1 \| \| Jule Niemeier Emma Raducanu \| 4 6 \| 4 6 \| \| \| \| 2 \| \| Laura Siegemund Katie Boulter \| 1 6 \| 2 6 \| \| \| \| 3 \| \| Anna-Lena Friedsam / Tatjana Maria Olivia Nicholls / Heather Watson \| \| \| \| non giocato \| |                                                                                                 |                                                                                                 |                 |     |   |             |
| |                                                                                                 |                                                                                                 | 1               | 2   | 3 |             |
| 1 | Germania (bandiera) · Gran Bretagna (bandiera)                                                  | Jule Niemeier Emma Raducanu                                                                     | 4 6             | 4 6 |   |             |
| 2 | Germania (bandiera) · Gran Bretagna (bandiera)                                                  | Laura Siegemund Katie Boulter                                                                   | 1 6             | 2 6 |   |             |
| 3 | Germania (bandiera) · Gran Bretagna (bandiera)                                                  | Anna-Lena Friedsam / Tatjana Maria Olivia Nicholls / Heather Watson                             |                 |     |   | non giocato |

#### Slovacchia vs. Stati Uniti
| Slovacchia 2 | Palacio de Deportes José María Martín Carpena, Malaga, Spagna 14 novembre 2024 Cemento (indoor) | Palacio de Deportes José María Martín Carpena, Malaga, Spagna 14 novembre 2024 Cemento (indoor) | Stati Uniti 1 |     |      |  |
| \| \| \| \| 1 \| 2 \| 3 \| \| \| - \| \| ------------------------------------------------------------------------ \| --- \| --- \| ---- \| \| \| 1 \| \| Renáta Jamrichová Taylor Townsend \| 5 7 \| 4 6 \| \| \| \| 2 \| \| Rebecca Šramková Danielle Collins \| 6 2 \| 7 5 \| \| \| \| 3 \| \| Viktória Hrunčáková / Tereza Mihalíková Ashlyn Krueger / Taylor Townsend \| 6 3 \| 3 6 \| 10 8 \| \| |                                                                                                 |                                                                                                 |               |     |      |  |
| |                                                                                                 |                                                                                                 | 1             | 2   | 3    |  |
| 1 | Slovacchia (bandiera) · Stati Uniti (bandiera)                                                  | Renáta Jamrichová Taylor Townsend                                                               | 5 7           | 4 6 |      |  |
| 2 | Slovacchia (bandiera) · Stati Uniti (bandiera)                                                  | Rebecca Šramková Danielle Collins                                                               | 6 2           | 7 5 |      |  |
| 3 | Slovacchia (bandiera) · Stati Uniti (bandiera)                                                  | Viktória Hrunčáková / Tereza Mihalíková Ashlyn Krueger / Taylor Townsend                        | 6 3           | 3 6 | 10 8 |  |

#### Spagna vs. Polonia
| Spagna 0 | Palacio de Deportes José María Martín Carpena, Malaga, Spagna 15 novembre 2024 Cemento (indoor) | Palacio de Deportes José María Martín Carpena, Malaga, Spagna 15 novembre 2024 Cemento (indoor) | Polonia 2 |      |     |             |
| \| \| \| \| 1 \| 2 \| 3 \| \| \| - \| \| ------------------------------------------------------------------------------- \| --- \| ---- \| --- \| ----------- \| \| 1 \| \| Sara Sorribes Tormo Magda Linette \| 6 7 \| 6 2 \| 4 6 \| \| \| 2 \| \| Paula Badosa Iga Świątek \| 3 6 \| 7 65 \| 1 6 \| \| \| 3 \| \| Marina Bassols Ribera / Jéssica Bouzas Maneiro Magdalena Fręch / Katarzyna Kawa \| \| \| \| non giocato \| |                                                                                                 |                                                                                                 |           |      |     |             |
| |                                                                                                 |                                                                                                 | 1         | 2    | 3   |             |
| 1 | Spagna (bandiera) · Polonia (bandiera)                                                          | Sara Sorribes Tormo Magda Linette                                                               | 6 7       | 6 2  | 4 6 |             |
| 2 | Spagna (bandiera) · Polonia (bandiera)                                                          | Paula Badosa Iga Świątek                                                                        | 3 6       | 7 65 | 1 6 |             |
| 3 | Spagna (bandiera) · Polonia (bandiera)                                                          | Marina Bassols Ribera / Jéssica Bouzas Maneiro Magdalena Fręch / Katarzyna Kawa                 |           |      |     | non giocato |

#### Giappone vs. Romania
| Giappone 2 | Palacio de Deportes José María Martín Carpena, Malaga, Spagna 14 novembre 2024 Cemento (indoor) | Palacio de Deportes José María Martín Carpena, Malaga, Spagna 14 novembre 2024 Cemento (indoor) | Romania 1 |      |   |  |
| \| \| \| \| 1 \| 2 \| 3 \| \| \| - \| \| ---------------------------------------------------------------- \| --- \| ---- \| - \| \| \| 1 \| \| Nao Hibino Ana Bogdan \| 2 6 \| 4 6 \| \| \| \| 2 \| \| Ena Shibahara Jaqueline Cristian \| 6 4 \| 7 62 \| \| \| \| 3 \| \| Shūko Aoyama / Eri Hozumi Monica Niculescu / Elena-Gabriela Ruse \| 6 1 \| 7 5 \| \| \| |                                                                                                 |                                                                                                 |           |      |   |  |
| |                                                                                                 |                                                                                                 | 1         | 2    | 3 |  |
| 1 | Giappone (bandiera) · Romania (bandiera)                                                        | Nao Hibino Ana Bogdan                                                                           | 2 6       | 4 6  |   |  |
| 2 | Giappone (bandiera) · Romania (bandiera)                                                        | Ena Shibahara Jaqueline Cristian                                                                | 6 4       | 7 62 |   |  |
| 3 | Giappone (bandiera) · Romania (bandiera)                                                        | Shūko Aoyama / Eri Hozumi Monica Niculescu / Elena-Gabriela Ruse                                | 6 1       | 7 5  |   |  |

### Quarti di finale

#### Canada vs. Gran Bretagna
| Canada 0 | Palacio de Deportes José María Martín Carpena, Malaga, Spagna 17 novembre 2024 Cemento (indoor) | Palacio de Deportes José María Martín Carpena, Malaga, Spagna 17 novembre 2024 Cemento (indoor) | Gran Bretagna 2 |     |   |             |
| \| \| \| \| 1 \| 2 \| 3 \| \| \| - \| \| ---------------------------------------------------------------------- \| --- \| --- \| - \| ----------- \| \| 1 \| \| Rebecca Marino Emma Raducanu \| 0 6 \| 5 7 \| \| \| \| 2 \| \| Leylah Fernandez Katie Boulter \| 2 6 \| 4 6 \| \| \| \| 3 \| \| Gabriela Dabrowski / Leylah Fernandez Olivia Nicholls / Heather Watson \| \| \| \| non giocato \| |                                                                                                 |                                                                                                 |                 |     |   |             |
| |                                                                                                 |                                                                                                 | 1               | 2   | 3 |             |
| 1 | Canada (bandiera) · Gran Bretagna (bandiera)                                                    | Rebecca Marino Emma Raducanu                                                                    | 0 6             | 5 7 |   |             |
| 2 | Canada (bandiera) · Gran Bretagna (bandiera)                                                    | Leylah Fernandez Katie Boulter                                                                  | 2 6             | 4 6 |   |             |
| 3 | Canada (bandiera) · Gran Bretagna (bandiera)                                                    | Gabriela Dabrowski / Leylah Fernandez Olivia Nicholls / Heather Watson                          |                 |     |   | non giocato |

#### Australia vs. Slovacchia
| Australia 0 | Palacio de Deportes José María Martín Carpena, Malaga, Spagna 17 novembre 2024 Cemento (indoor) | Palacio de Deportes José María Martín Carpena, Malaga, Spagna 17 novembre 2024 Cemento (indoor) | Slovacchia 2 |      |     |             |
| \| \| \| \| 1 \| 2 \| 3 \| \| \| - \| \| ------------------------------------------------------------------- \| --- \| ---- \| --- \| ----------- \| \| 1 \| \| Kimberly Birrell Viktória Hrunčáková \| 5 7 \| 7 64 \| 3 6 \| \| \| 2 \| \| Ajla Tomljanović Rebecca Šramková \| 1 6 \| 2 6 \| \| \| \| 3 \| \| Ellen Perez / Daria Saville Viktória Hrunčáková / Tereza Mihalíková \| \| \| \| non giocato \| |                                                                                                 |                                                                                                 |              |      |     |             |
| |                                                                                                 |                                                                                                 | 1            | 2    | 3   |             |
| 1 | Australia (bandiera) · Slovacchia (bandiera)                                                    | Kimberly Birrell Viktória Hrunčáková                                                            | 5 7          | 7 64 | 3 6 |             |
| 2 | Australia (bandiera) · Slovacchia (bandiera)                                                    | Ajla Tomljanović Rebecca Šramková                                                               | 1 6          | 2 6  |     |             |
| 3 | Australia (bandiera) · Slovacchia (bandiera)                                                    | Ellen Perez / Daria Saville Viktória Hrunčáková / Tereza Mihalíková                             |              |      |     | non giocato |

#### Polonia vs. Repubblica Ceca
| Polonia 2 | Palacio de Deportes José María Martín Carpena, Malaga, Spagna 16 novembre 2024 Cemento (indoor) | Palacio de Deportes José María Martín Carpena, Malaga, Spagna 16 novembre 2024 Cemento (indoor) | Rep. Ceca 1 |     |     |  |
| \| \| \| \| 1 \| 2 \| 3 \| \| \| - \| \| ---------------------------------------------------------------- \| ---- \| --- \| --- \| \| \| 1 \| \| Magdalena Fręch Marie Bouzková \| 1 6 \| 6 4 \| 4 6 \| \| \| 2 \| \| Iga Świątek Linda Nosková \| 7 64 \| 4 6 \| 7 5 \| \| \| 3 \| \| Katarzyna Kawa / Iga Świątek Marie Bouzková / Kateřina Siniaková \| 6 2 \| 6 4 \| \| \| |                                                                                                 |                                                                                                 |             |     |     |  |
| |                                                                                                 |                                                                                                 | 1           | 2   | 3   |  |
| 1 | Polonia (bandiera) · Rep. Ceca (bandiera)                                                       | Magdalena Fręch Marie Bouzková                                                                  | 1 6         | 6 4 | 4 6 |  |
| 2 | Polonia (bandiera) · Rep. Ceca (bandiera)                                                       | Iga Świątek Linda Nosková                                                                       | 7 64        | 4 6 | 7 5 |  |
| 3 | Polonia (bandiera) · Rep. Ceca (bandiera)                                                       | Katarzyna Kawa / Iga Świątek Marie Bouzková / Kateřina Siniaková                                | 6 2         | 6 4 |     |  |

#### Giappone vs. Italia
| Giappone 1 | Palacio de Deportes José María Martín Carpena, Malaga, Spagna 16 novembre 2024 Cemento (indoor) | Palacio de Deportes José María Martín Carpena, Malaga, Spagna 16 novembre 2024 Cemento (indoor) | Italia 2 |     |     |  |
| \| \| \| \| 1 \| 2 \| 3 \| \| \| - \| \| ------------------------------------------------------- \| --- \| --- \| --- \| \| \| 1 \| \| Ena Shibahara Elisabetta Cocciaretto \| 3 6 \| 6 4 \| 6 4 \| \| \| 2 \| \| Moyuka Uchijima Jasmine Paolini \| 3 6 \| 4 6 \| \| \| \| 3 \| \| Shūko Aoyama / Eri Hozumi Sara Errani / Jasmine Paolini \| 3 6 \| 4 6 \| \| \| |                                                                                                 |                                                                                                 |          |     |     |  |
| |                                                                                                 |                                                                                                 | 1        | 2   | 3   |  |
| 1 | Giappone (bandiera) · Italia (bandiera)                                                         | Ena Shibahara Elisabetta Cocciaretto                                                            | 3 6      | 6 4 | 6 4 |  |
| 2 | Giappone (bandiera) · Italia (bandiera)                                                         | Moyuka Uchijima Jasmine Paolini                                                                 | 3 6      | 4 6 |     |  |
| 3 | Giappone (bandiera) · Italia (bandiera)                                                         | Shūko Aoyama / Eri Hozumi Sara Errani / Jasmine Paolini                                         | 3 6      | 4 6 |     |  |

### Semifinale

#### Gran Bretagna vs. Slovacchia
| Gran Bretagna 1 | Palacio de Deportes José María Martín Carpena, Malaga, Spagna 19 novembre 2024 Cemento (indoor) | Palacio de Deportes José María Martín Carpena, Malaga, Spagna 19 novembre 2024 Cemento (indoor) | Slovacchia 2 |     |     |  |
| \| \| \| \| 1 \| 2 \| 3 \| \| \| - \| \| ------------------------------------------------------------------------ \| --- \| --- \| --- \| \| \| 1 \| \| Emma Raducanu Viktória Hrunčáková \| 6 4 \| 6 4 \| \| \| \| 2 \| \| Katie Boulter Rebecca Šramková \| 6 2 \| 4 6 \| 4 6 \| \| \| 3 \| \| Olivia Nicholls / Heather Watson Viktória Hrunčáková / Tereza Mihalíková \| 2 6 \| 2 6 \| \| \| |                                                                                                 |                                                                                                 |              |     |     |  |
| |                                                                                                 |                                                                                                 | 1            | 2   | 3   |  |
| 1 | Gran Bretagna (bandiera) · Slovacchia (bandiera)                                                | Emma Raducanu Viktória Hrunčáková                                                               | 6 4          | 6 4 |     |  |
| 2 | Gran Bretagna (bandiera) · Slovacchia (bandiera)                                                | Katie Boulter Rebecca Šramková                                                                  | 6 2          | 4 6 | 4 6 |  |
| 3 | Gran Bretagna (bandiera) · Slovacchia (bandiera)                                                | Olivia Nicholls / Heather Watson Viktória Hrunčáková / Tereza Mihalíková                        | 2 6          | 2 6 |     |  |

#### Polonia vs. Italia
| Polonia 1 | Palacio de Deportes José María Martín Carpena, Malaga, Spagna 18 novembre 2024 Cemento (indoor) | Palacio de Deportes José María Martín Carpena, Malaga, Spagna 18 novembre 2024 Cemento (indoor) | Italia 2 |      |     |  |
| \| \| \| \| 1 \| 2 \| 3 \| \| \| - \| \| ---------------------------------------------------------- \| --- \| ---- \| --- \| \| \| 1 \| \| Magda Linette Lucia Bronzetti \| 4 6 \| 63 7 \| \| \| \| 2 \| \| Iga Świątek Jasmine Paolini \| 3 6 \| 6 4 \| 6 4 \| \| \| 3 \| \| Katarzyna Kawa / Iga Świątek Sara Errani / Jasmine Paolini \| 5 7 \| 5 7 \| \| \| |                                                                                                 |                                                                                                 |          |      |     |  |
| |                                                                                                 |                                                                                                 | 1        | 2    | 3   |  |
| 1 | Polonia (bandiera) · Italia (bandiera)                                                          | Magda Linette Lucia Bronzetti                                                                   | 4 6      | 63 7 |     |  |
| 2 | Polonia (bandiera) · Italia (bandiera)                                                          | Iga Świątek Jasmine Paolini                                                                     | 3 6      | 6 4  | 6 4 |  |
| 3 | Polonia (bandiera) · Italia (bandiera)                                                          | Katarzyna Kawa / Iga Świątek Sara Errani / Jasmine Paolini                                      | 5 7      | 5 7  |     |  |

### Finale

#### Slovacchia vs. Italia
| Slovacchia 0 | Palacio de Deportes José María Martín Carpena, Malaga, Spagna 20 novembre 2024 Cemento (indoor) | Palacio de Deportes José María Martín Carpena, Malaga, Spagna 20 novembre 2024 Cemento (indoor) | Italia 2 |     |   |             |
| \| \| \| \| 1 \| 2 \| 3 \| \| \| - \| \| --------------------------------------------------------------------- \| --- \| --- \| - \| ----------- \| \| 1 \| \| Viktória Hrunčáková Lucia Bronzetti \| 2 6 \| 4 6 \| \| \| \| 2 \| \| Rebecca Šramková Jasmine Paolini \| 2 6 \| 1 6 \| \| \| \| 3 \| \| Viktória Hrunčáková / Tereza Mihalíková Sara Errani / Jasmine Paolini \| \| \| \| non giocato \| |                                                                                                 |                                                                                                 |          |     |   |             |
| |                                                                                                 |                                                                                                 | 1        | 2   | 3 |             |
| 1 | Slovacchia (bandiera) · Italia (bandiera)                                                       | Viktória Hrunčáková Lucia Bronzetti                                                             | 2 6      | 4 6 |   |             |
| 2 | Slovacchia (bandiera) · Italia (bandiera)                                                       | Rebecca Šramková Jasmine Paolini                                                                | 2 6      | 1 6 |   |             |
| 3 | Slovacchia (bandiera) · Italia (bandiera)                                                       | Viktória Hrunčáková / Tereza Mihalíková Sara Errani / Jasmine Paolini                           |          |     |   | non giocato |